# 大型貨車

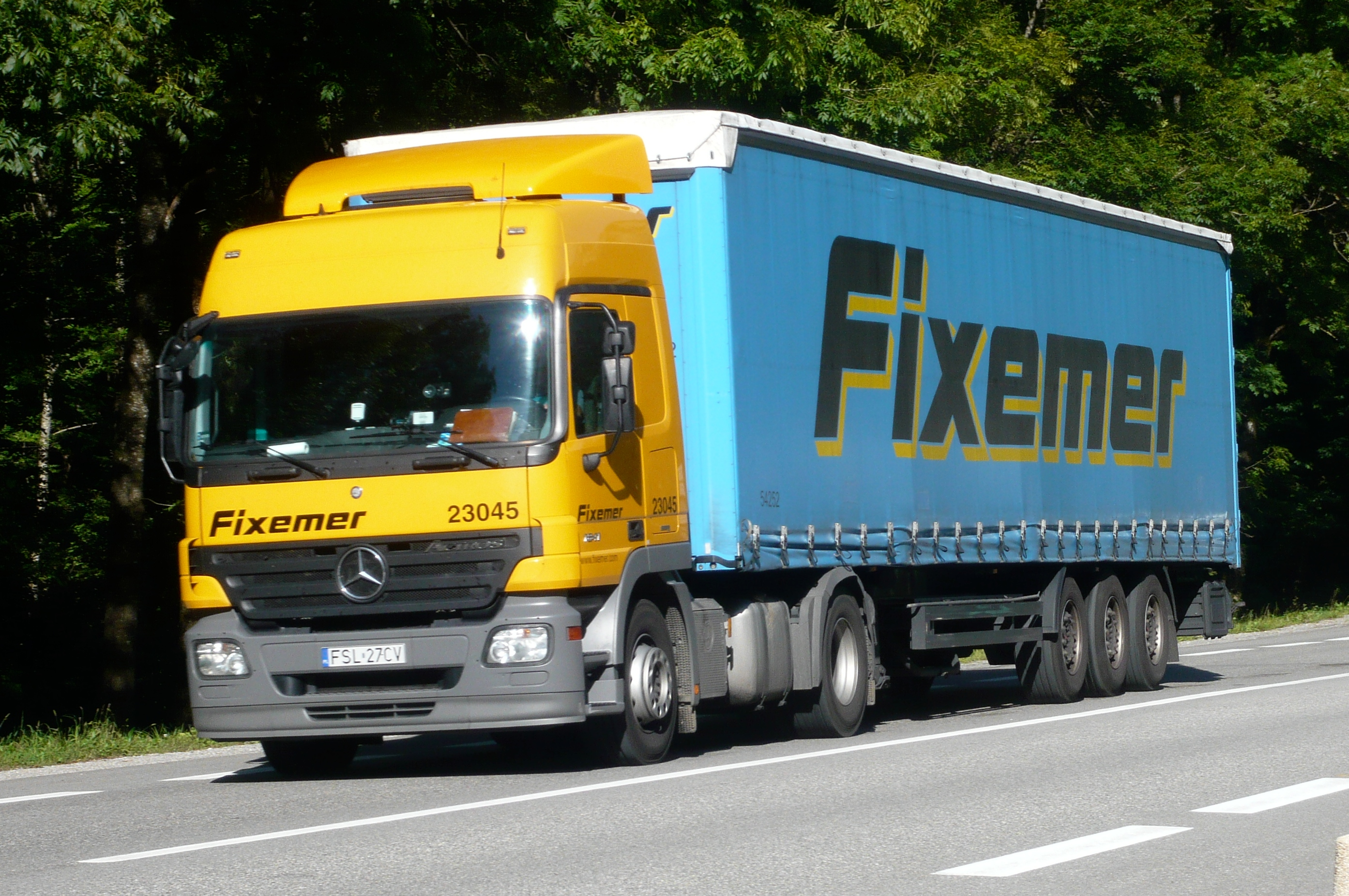
一輛梅賽德斯－賓士大型货车

根據欧洲联盟標準，大型货车(Large goods vehicle， LGV) 或重型货车(heavy goods vehicle，HGV) 是指总组合质量(GCM) 超过3,500（7,716磅）的任何卡车。